# CD San Marcos de Arica
CD San Marcos de Arica is een Chileense voetbalclub uit de stad Arica. De club werd op 4 februari 1978 opgericht.